# Margot Zuidhof
Margot Zuidhof (Helmond, 12 mei 1992) is een Nederlands hockeyster. Zuidhof speelde eerder voor HC Helmond en THC Hurley, en komt sinds 2018 uit voor Kampong.
In januari 2017 debuteerde ze in de Nederlandse hockeyploeg in een oefeninterland tegen Spanje. Met het Nederlandse team won Zuidhof in 2018 de 23e editie van de Champions Trophy.

## Erelijst
- Champions Trophy 2018